# علم آفرینش
علم آفرینش یا آفرینش‌گرایی علمی شاخه‌ای از آفرینش‌گرایی است که مدعی است برای روایتِ آفرینشِ پیدایش در سِفرِ پیدایش ساپورت علمی ارائه می‌کند و فکت‌ها، تئوری‌ها و پارادایم‌های علمی دربارهٔ زمین‌شناسی، کیهان‌شناسی، فرگشت زیست‌شناختی، باستان‌شناسی، تاریخ، و زبان‌شناسی را نادرستیشان را ثابت می‌کند یا بازتبیینشان می‌کند.

## گروه‌ها

### طرفداران
- Answers in Genesis
- Creation Ministries International
- Creation Research Society
- Geoscience Research Institute
- Institute for Creation Research

### منتقدان
- موزه تاریخ طبیعی آمریکا
- National Science Teachers Association
- National Center for Science Education
- Australian Skeptics
- آکادمی ملی علوم
- ساینتیفیک آمریکن
- واژه‌نامه شک‌گرا
- Talk Reason
- TalkOrigins Archive